# Korsnäs
Korsnäs è un comune finlandese di 2024 abitanti, situato nella regione dell'Ostrobotnia.

## Società

### Lingue e dialetti
Lo svedese è l'unica lingua ufficiale di Korsnäs; 11,6% parlano altre lingue, compreso il finlandese (3,0%). Ancora in 1997 97,7% parlano lo svedese ma il comune ha dato il benvenuto a molti immigrati, soprattutto vietnamiti e bosgnacchi. 
| %     | Ripartizione linguistica (gruppi principali) |
| ----- | -------------------------------------------- |
| 88,4% | madrelingua svedese                          |
| 3,0%  | madrelingua finlandese                       |